# Cervelle de canut
Pour les articles homonymes, voir Canut (homonymie).
La cervelle de canut, également appelée claqueret ou tomme daubée, est une spécialité fromagère typique de la cuisine lyonnaise. Elle est dérivée d'une autre spécialité appelée sarasson.

## Recette contemporaine

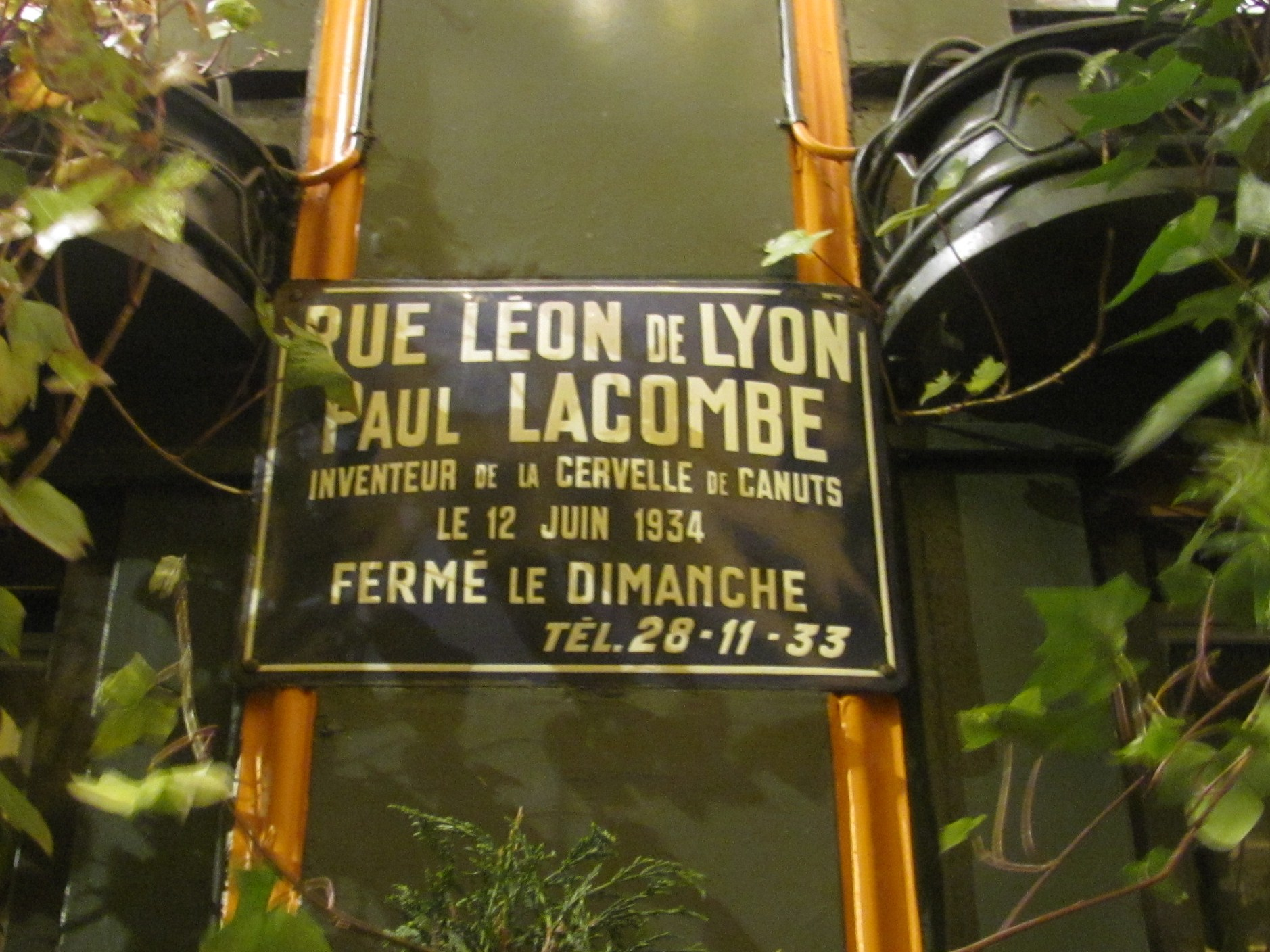
Plaque à Lyon, évoquant Paul Lacombe, comme inventeur supposé de la cervelle de canut, bien que cela soit faux.

Selon certaines sources, la recette actuelle serait attribuée à Paul Lacombe, chef du restaurant Léon de Lyon. Il ouvrit celui-ci en 1904, rue Pléney, et y popularisa sa préparation au cours de l'année 1934. Pourtant, dès 1894, l'écrivain et architecte Clair Tisseur, alias Nizier du Puitspelu définit, dans son dictionnaire du parler lyonnais, Le Littré de la Grand'Côte, la « cervelle de canut » comme un « claqueret, fromage blanc. Hélas, une cervelle de fromage blanc n'annonce pas qu'on se nourrisse de truffes noires avec du chambertin ». Ainsi la paternité du restaurateur peut sans doute être remise en cause.

## Origine du nom
Un lien a été fait entre ce mets et la révolte des canuts à Lyon, qui commença lors de la monarchie de Juillet. Ce nom était censé rappeler la piètre opinion que les bourgeois de Lyon avaient des ouvriers de la soie qui luttèrent durant cinq ans et furent écrasés par la répression militaire.
La recherche actuelle met plutôt en avant que « pour le canut, ouvrier de la soie assez peu fortuné, ce mets remplaçait la cervelle d'agneau que ses moyens ne lui permettaient pas de s'offrir ». C'est ce que confirme un chroniqueur gastronomique : « La cervelle de canut constituait souvent l'essentiel du repas d'un canut. Son nom de claqueret proviendrait du fait que le fromage blanc doit être bien battu (claqué) pour que la recette soit réussie. »
Joanny Augier décrivait dès 1841 le fromage blanc mêlé avec de l’ail, du beurre et des petits oignons comme le mets de base du canut, consommé trois fois par jour :

« La nourriture du canut consiste, à déjeuner, en une espèce de fromage blanc qu’il mêle avec de l’ail, du beurre et de petits oignons ; à dîner, il mange du petit-salé ou des pommes de terre avec le même fromage blanc ; à souper, car il soupe, il revient pour la troisième fois à son fromage bien-aimé accompagné d’un morceau de merluche frite, poisson qu’il estime à l’égal de l’anguille et du brochet. Sa boisson est du vin à 50 centimes le litre : le plus souvent c’est de l’eau puisée à la fontaine voisine. »

Dans le patrimoine culinaire lyonnais, la cervelle de canut fait partie du mâchon.

## Préparation
Ce mets est préparé à base de fromage blanc ou crème et de fromage de chèvre frais, assaisonné avec des herbes fraîches hachées, de l'échalote, du sel, du poivre, de l'huile d'olive et du vinaigre.

## Accompagnement
À Lyon, la cervelle de canut est traditionnellement servie dans un bol, accompagnée de pain grillé et de pommes de terre cuites. Elle peut aussi assaisonner une salade, telle que la frisée, la roquette ou le pissenlit,.

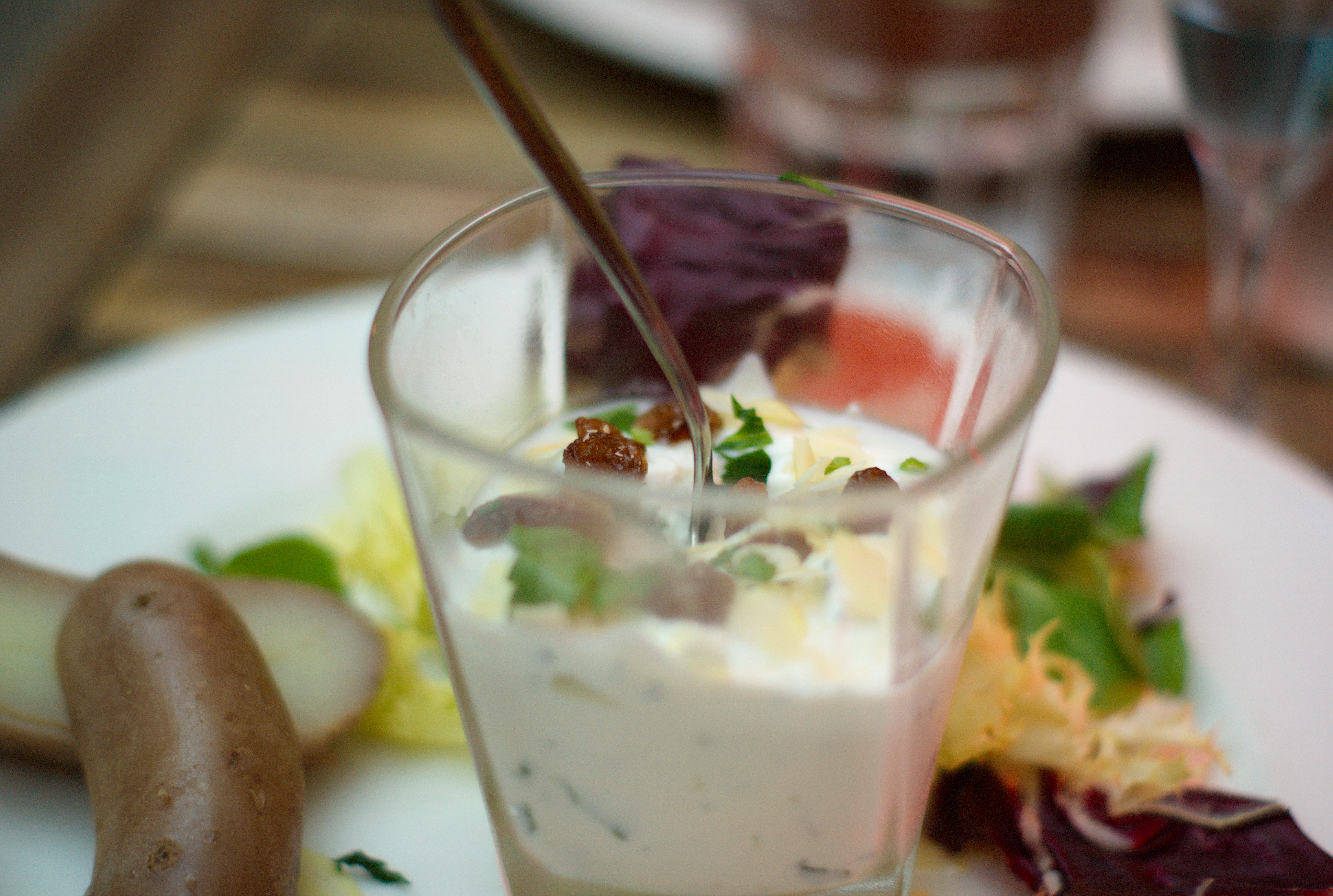
Cervelle de canut servie dans le Vieux Lyon.